# Arcybiskupi Hamburga
Arcybiskupi Hamburga – ordynariusze i metropolici archidiecezji hamburskiej i metropolii hamburskiej.

## Arcybiskupi
| L.p. | Lata sprawowania funkcji            | tytuł | Imię i nazwisko |
| ---- | ----------------------------------- | ----- | --------------- |
| 1    | 7 stycznia 1995 - 22 listopada 2002 | abp   | Ludwig Averkamp |
| 2    | 25 stycznia 2003 - 21 marca 2014    | abp   | Werner Thissen  |
| 3    | od 26 stycznia 2015                 | abp   | Stefan Heße     |